# Seikei-Universität

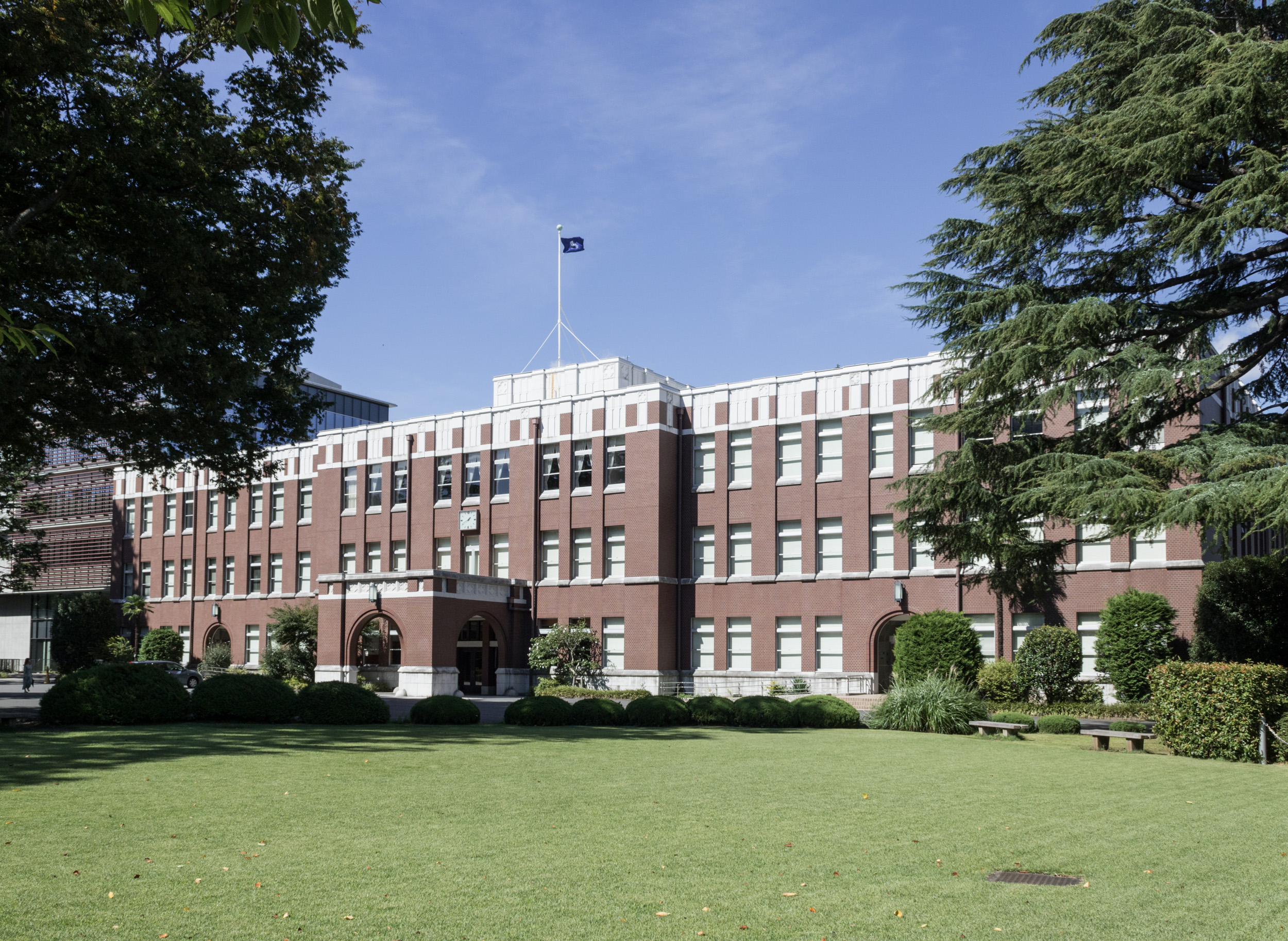
Das Hauptgebäude

Die Seikei-Universität (jap. 成蹊大学, Seikei daigaku) ist eine private Universität in Japan. Sie liegt in Musashino in der Präfektur Tokio.
Der Name Seikei kommt aus einem chinesischen Satz von Sima Qians Shiji:  „桃李不言 下自成蹊.“ (dt. etwa: Der Pfirsichbaum oder Pflaumenbaum sagt kein Wort; Pfad zu ihm (um Blumen und Früchte) wird aber natürlich gemacht.) Der Pfirsichbaum oder Pflaumenbaum dort bezeichnet den tugendhaften Mensch.

## Geschichte
Die Schule wurde 1906 von Nakamura Haruji (中村 春二, 1877–1924) als Privatschule Seikei-en (成蹊園, dt. „Seikei-Garten“) gegründet. Ihr Ziel war die Erziehung der Jungen mit Achtung des Persönlichkeitswerts und der Freiheit. Sie wurde von Nakamuras ehemaligen Schulfreunden Iwasaki Koyata (岩崎 小弥太), dem späteren Führer des Mitsubishi-Zaibatsus, und Imamura Shigezō (今村 繁三), einem Bankier, wirtschaftlich getragen. Sie entwickelte sich 1912 zur Seikei-Geschäftsschule (成蹊実務学校, Seikei jitsumu gakkō), die in Ikebukuro lag. Die Schule zog 1924 in den heutigen Campus.
Die Schulkörperschaft gründete 1925 die Seikei-Oberschule (成蹊高等学校, Seikei kōtō gakkō), eine 7-jährige Schule (Alter: 12–19). Nach dem Pazifikkrieg wurde sie zur Seikei-Mittelschule (1947; 3-jährige Schule), Seikei-Oberschule (1948; 3-jährig) und Seikei-Universität (1949; 4-jährig).
In Osaka befindet sich die Seikei-Universität Ōsaka.

## Fakultäten
- Fakultät für Wirtschaftswissenschaften
- Fakultät für Rechtswissenschaft
- Fakultät für Geisteswissenschaften
- Fakultät für Natur- und Ingenieurwissenschaften

## Bekannte Professoren
- Matsushita Mitsuo, (* 1933), Professor für Rechtswissenschaften und ehemaliges Mitglied am WTO Appellate Body

## Bekannte Absolventen
- Shinzō Abe (1954–2022), Politiker
- Natsuo Kirino (* 1951), Schriftstellerin
- Yoshihiro Naruse (* 1949), Bassist
- Kiichi Nakai (* 1961), Schauspieler